# Edmund L. King
Edmund L. King (*1914), hispanista estadounidense.

## Biografía
Nacido en San Luis, Misuri, el 10 de enero de 1914- falleció 25 de diciembre de 2006)
Profesor en la Universidad de Princeton, publicó Gustavo Adolfo Bécquer: From Painter to Poet. Together with a concordance of the "Rimas". Hizo una excelente traducción de La Realidad Histórica de España de su maestro Américo Castro al inglés llamada The Structure of Spanish History. 
Fue autor de gran número de ensayos, dedicando sus últimas energías a un estudio muy profundo de Gabriel Miró y editó sus novelas Nuestro Padre San Daniel: novela de capellanes y devotos (Alicante: Fundación Cultural Caja de Ahorros del Mediterráneo: Diputación Provincial, Instituto de Cultura Juan Gil-Albert, 1994) y Sigüenza y el Mirador Azul (Madrid: Ediciones de la Torre, 1982). 
También tradujo una antología de Antonio Machado.
- Datos: Q5818765